# 真宝
真宝，又作真定，字朝用，号彝斋，元朝官员、文士，蒙古人。
元顺帝至正初年，真宝由崇安主簿升任政和县达鲁花赤，闽中诸州的难决疑狱，行省一定让他讯狱，很有政绩，民众集录他断狱善政的事迹汇编成书，名为《东和善政录》。改任福建元帅府经历。至正六年（1346年），真宝与万户廉和尚等镇压汀州连城县民罗大麟、陈积万起事。后来历任江浙行省检校、南台御史。